# Carlos Simental
Carlos Alberto Simental Carrillo, (n. el 21 de abril de 1972, en Monterrey, Nuevo León) es un jugador retirado de los Tigres de la UANL.
Jugó para Tigres de la UANL y Tigrillos de la UANL (en Primera y Segunda División), posteriormente incursionó en el fútbol rápido con el equipo La Raza de Monterrey  portando la camiseta número 14.